# Habitatge a l'avinguda d'Espanya, 2 (Tremp)
L'Habitatge a l'avinguda d'Espanya, 2 és un edifici de Tremp (Pallars Jussà) protegit com a Bé Cultural d'Interès Local.

## Descripció
Es tracta d'un edifici construït a tres vents i de tres nivells d'alçada (planta baixa i dos pisos), amb la façana central aixamfranada i els diferents frontis delimitats per franges verticals de carreus. La planta baixa mostra la fesomia original molt desvirtuada pel local comercial que l'ocupa actualment. Totes les obertures són rectangulars i quadrades, i apareixen emmarcades per franges llises que sobresurten del plom del mur, a mode de guardapols, i que presenten els angles interiors motllurats. Destaca la gran tribuna de pedra, amb els angles igualment motllurats, situada en el xamfrà i que ocupa les dues plantes de l'immoble, amb finestrals i plafons rectangulars. En el coronament s'observen els orificis de ventilació de la coberta i el ràfec de la teulada.